# 太阳村镇
太阳村镇，是中华人民共和国广西壮族自治区柳州市柳南区下辖的一个乡镇级行政单位。

## 行政区划
太阳村镇下辖以下地区：
太阳村社区、上等村、太阳村、新圩村、和平村、山湾村、百乐村、四合村、桐村、老房村、长龙村、西鹅村、文笔村和山头村。